# فهرست انواع سیاره‌ها

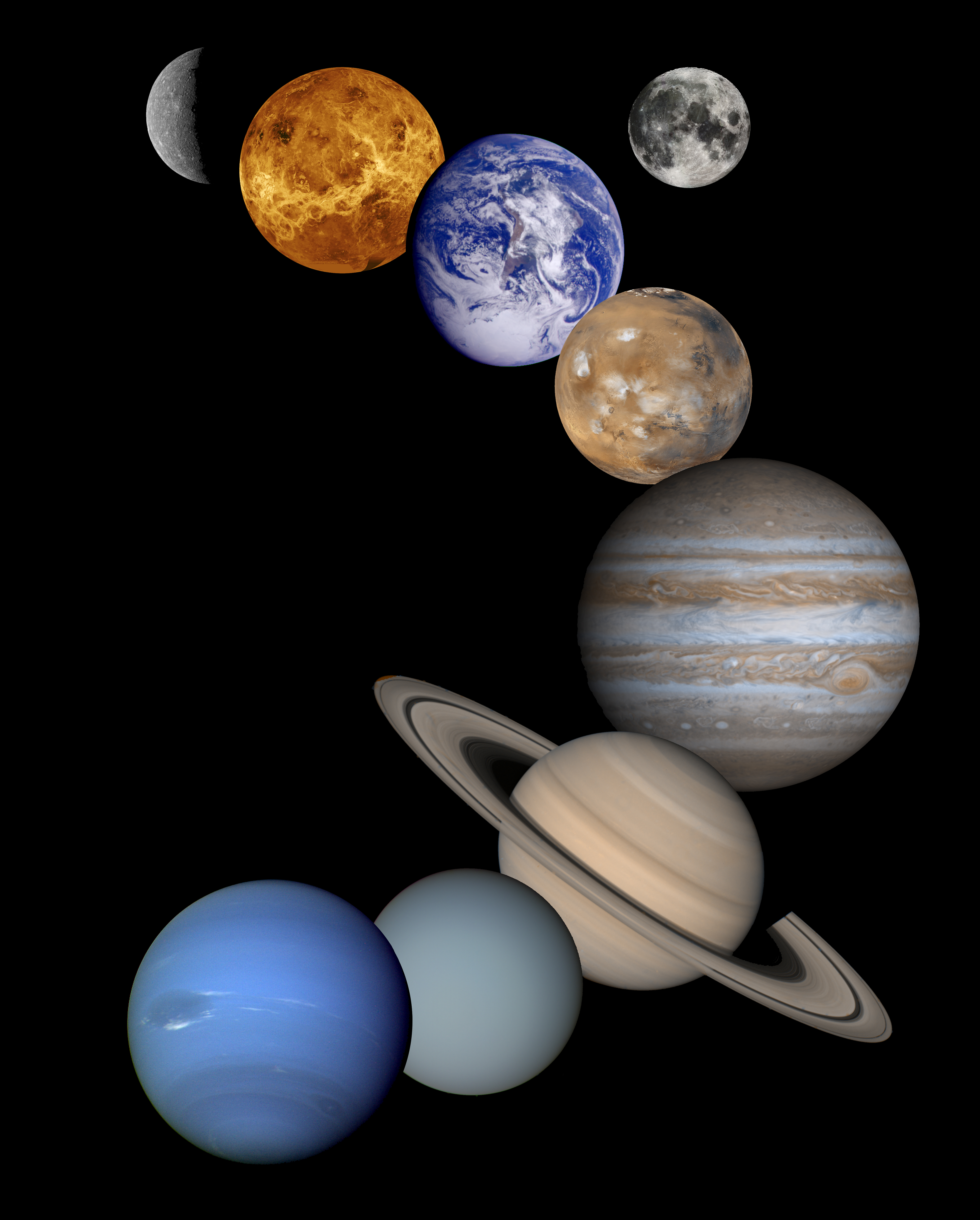
از بالا به پایین: عطارد، زهره بدون جو آن، زمین و ماه، مریخ، مشتری، زحل، اورانوس و نپتون (در مقیاس واقعی نیستند)

در زیر فهرست انواع سیاره‌ها بر اساس جرم ، مدار ، ترکیب فیزیکی و شیمیایی یا بر اساس طبقه‌بندی دیگر آمده است.
طبق تعریف اتحادیه بین‌المللی اخترشناسی از سیاره (IAU) در منظومه شمسی، سیاره باید به دور خورشید بچرخد، جرم کافی برای به دست آوردن تعادل هیدرواستاتیکی داشته و همسایگی خود را پاک کرده باشد. در حال حاضر هیچ تعریف قابل قبولی برای سیارات فراخورشیدی وجود ندارد.
طبق تعریف IAU، سیارات واقعی یا اصلی را می توان از سایر اجرام سیاره ای، مانند سیارات کوتوله و کوتوله‌های قهوه‌ای کوچک متمایز کرد. با این وجود دسته‌بندی‌های خاصی برای سایر اجرام آسمانی ایجاد شده است. برای نمونه منظومه پلوتون-شارون به عنوان «سیاره‌های کوتوله دوگانه» شناخته شده‌اند.

## دسته‌بندی بر اساس جرم
| نوع سیاره      | توضیحات |
| -------------- | --- |
| سیاره غول پیکر | سیاره ای عظیم. آنها عمدتاً از گاز(هیدروژن و هلیوم) یا یخ(مواد فرار مانند آب، متان و آمونیاک) تشکیل شده‌اند، اما ممکن است عمدتاً از سنگ نیز تشکیل شده باشند که آن‌ها را به زمین بزرگ تبدیل می‌کند. سیارات غول پیکر صرف نظر از ترکیبات اصلی‌شان، معمولاً دارای اتمسفر غلیظی از هیدروژن و هلیوم هستند.                        |
| غول یخی        | سیارات با جرم مشابه اورانوس یا نپتون، کوچکتر از غول های گازی، اما هنوز هم بسیار بزرگتر از زمین هستند. |
| نیم‌سیاره       | اجرام سیاره‌ای که اندازه‌ای کوچکتر از عطارد اما بزرگتر از سرس دارند. نام این دسته، اصطلاحی است که معمولاً در جامعه نجومی استفاده نمی شود و توسط ایزاک آسیموف ابداع شده است. اندازه فرضی آن‌ها با بعد خطی (یا حجمی) تعریف می‌شود، نیم‌سیاره‌ها باید قطری تقریباً ۱٬۰۰۰ تا ۵٬۰۰۰ کیلومتر (۶۲۰ تا ۳٬۱۱۰ مایل) داشته باشند.     |
| مینی نپتون     | این دسته با نام‌های کوتوله گازی یا سیاره انتقالی نیز شناخته می شود. سیاره‌ای به جرم 10 برابر زمین اما جرمی کمتر از اورانوس و نپتون. مینی نپتون‌ها دارای اتمسفری ضخیم از هیدروژن-هلیوم و احتمالاً لایه‌های عمیقی از یخ، سنگ یا اقیانوس‌های مایع (که از آب، آمونیاک، مخلوطی از هر دو یا مواد فرار سنگین‌تر ساخته شده) هستند. |
| کوتوله قهوه‌ای  | کوتوله قهوه‌ای جسمی است که اندازه‌ای بزرگتر از سیاره اما کوچکتر از ستاره دارد. آن‌ها توسط فرآیندهایی تشکیل می‌شوند که معمولاً سیارات یا کوتوله قهوه ای کوچک (اجسامی کوچکتر از کوتوله قهوه‌ای که به دور ستاره‌ای نمی‌چرخد) را ایجاد می‌کنند.                                                                                  |
| ابرزمین        | سیاره ای فراخورشیدی با جرمی بزرگ‌تر از زمین، اما به طور قابل ملاحظه‌ای کمتر از جرم غول‌های گازی کوچکتر منظومه شمسی یعنی اورانوس و نپتون که به ترتیب 14.5 و 17.1 برابر جرم زمین هستند. |
| ابرمشتری       | جرمی نجومی که از سیاره مشتری سنگین‌تر است. |
| زمین کوچک      | دسته‌بندی از سیارات که به طور قابل ملاحظه‌ای کم جرم‌تر از زمین و زهره هستند. |

## دسته‌بندی بر اساس مدار
| نوع سیاره          | شرح |
| ------------------ | --- |
| سیاره ستاره دوگانه | سیاره فراخورشیدی که به دور دو ستاره می چرخد. |
| سیاره دوگانه       | همچنین به عنوان سیاره دوتایی شناخته می شود، دو جرم سیاره‌ای است که به دور یکدیگر می چرخند. |
| مشتری نا هم‌مرکز    | غول گازی که در مداری خارج از مرکز به دور ستاره خود می چرخد. |
| سیاره فراخورشیدی   | سیاره ای که نه دور خورشید نمی چرخد اما به دور ستاره‌‍ای متفاوت، بقایای ستاره‌ای یا کوتوله قهوه‌ای می‌چرخد. |
| سیاره فرا کهکشانی  | سیاره فراخورشیدی که خارج از کهکشان راه شیری قرار دارد. |
| سیاره گلدیلاک      | سیاره ای با مداری که در کمربند حیات ستاره قرار دارد. این نام برگرفته از داستان گلدیلاکس و سه خرس است که در آن دختربچه‌ای از میان مجموعه‌های سه گانه انتخاب انجام می‌دهد و موارد بیش از حد افراطی (بزرگ یا کوچک، گرم یا سرد و غیره) را نادیده می‌‎گیرد و آن‌هایی را انتخاب می‌کند که در میانه قرار می‌گیرند، یعنی «کاملا مناسب» باشند.                                                    |
| مشتری داغ          | دسته‌ای از سیارات فراخورشیدی که ویژگی‌های آن‌ها شبیه مشتری است، اما از آنجایی که به ستاره بسیار نزدیک هستند، دمای سطح بالایی دارند. این اجرام در فاصله‌ی بین ۰٫۰۱۵ و ۰٫۵ یکای نجومی (۲٫۲ و ۷۴٫۸ میلیون کیلومتر) ستارگان والد خود می‌چرخند، این در حالی است که مشتری به دور ستاره مادر خود (خورشید) در ۵٫۲ یکای نجومی (۷۸۰ میلیون کیلومتر) می چرخد و باعث می‌شود دمای سطح آن کاهش یابد. |
| نپتون داغ          | سیاره ای فراخورشیدی در مداری نزدیک به ستاره خود (معمولاً کمتر از یک واحد نجومی)، با جرمی مشابه جرم اورانوس یا نپتون. |
| سیارات درونی       | سیاراتی که مداری کوچک‌تر از مدار زمین دارند. |
| سیاره داخلی        | سیاره ای در منظومه شمسی که مدارهایی کوچکتر از کمربند سیارکی دارد. |
| سیاره خارجی        | سیاره ای در منظومه شمسی فراتر از کمربند سیارکی؛ از این رو این دسته به غول‌های گازی اشاره دارد. |
| سیاره تپ اختری     | سیاره‌ای که به دور تپ اختر یا ستاره نوترونی چرخان با سرعت بالا، می چرخد. |
| سیاره بی‌ستاره      | همچنین به عنوان یک سیاره بین ستاره‌ای شناخته می‌شود. جرم سیاره‌ای است که مستقیماً به دور کهکشان می‌چرخد. |
| سیارات بیرونی      | سیاراتی که مدار آنها خارج از مدار زمین قرار دارد. |
| سیاره تروجان       | سیاره‌ای که با سیاره‌ای دیگر مدار مشترک دارد. تاکنون کشف جفت سیاره فراخورشیدی هم مدار گزارش شده است، اما بعداً تکذیب شد. یکی از احتمالات برای کمربند حیات، سیاره تروجان غولی گازی نزدیک به ستاره خود است. |

## دسته‌بندی بر اساس ترکیبات

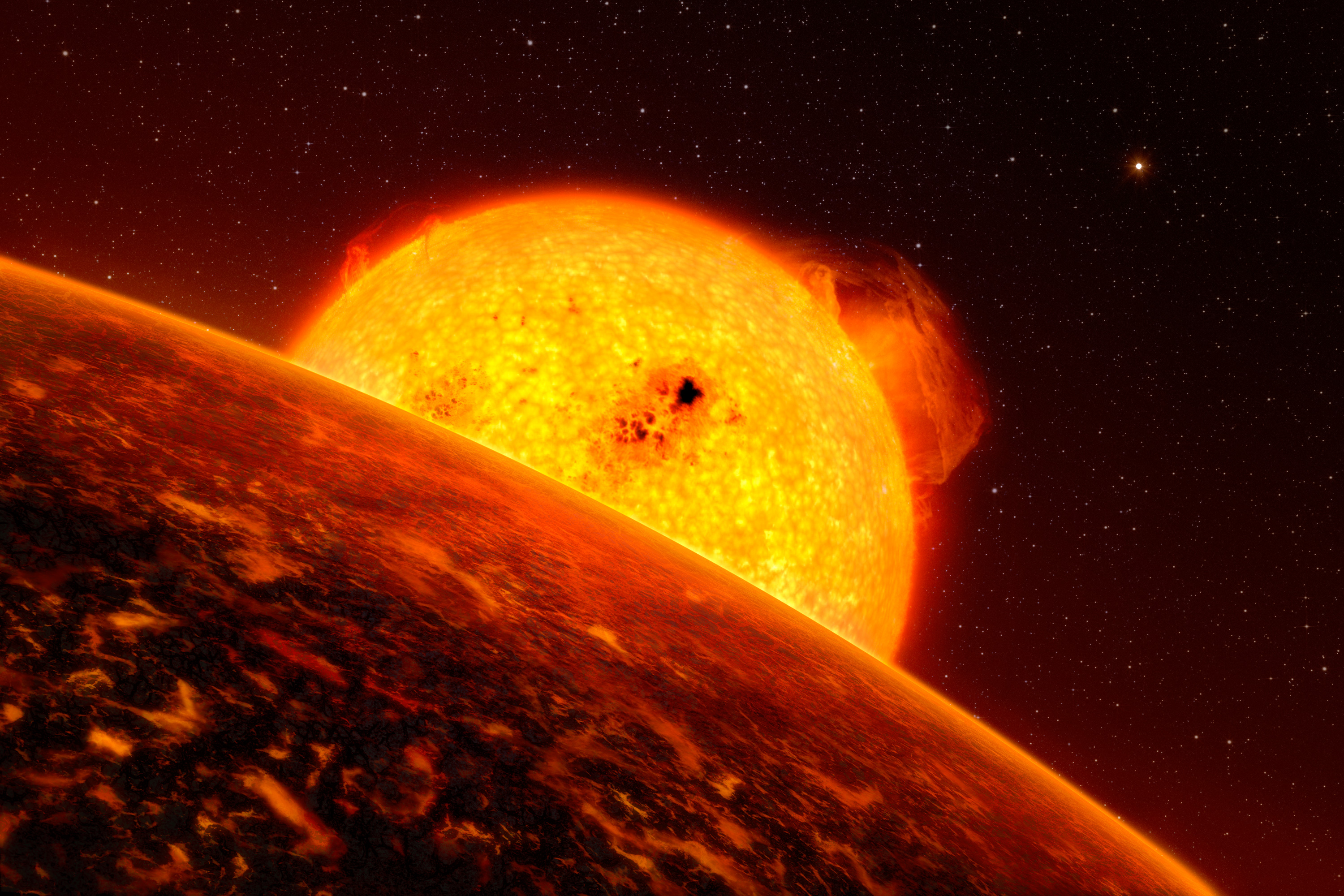
برداشتی هنری از کوروت-۷بی (در پیش‌زمینه) که احتمالاً سیاره‌ای فراخورشیدی گدازه‌ای است.

| نوع سیاره       | شرح |
| --------------- | --- |
| سیاره فرولایه‌ای | سیاره‌ای فراخورشیدی که نزدیک به ستاره مادرش می چرخد. انتظار می رود بیشتر سیارات فرولایه‌ای غول‌های گازی باشند که اتمسفر آنها از بین رفته و هسته آنها باقی مانده است. |
| سیاره کربنی     | سیاره‌ای زمین‌سان فرضی. زمانی می‌توانند تشکیل شوند که اگر دیسک‌های پیش‌سیاره‌ای غنی از کربن و دارای کمبود اکسیژن باشند. |
| سیاره بی‌هسته    | سیاره‌ای فرضی که دچار تغییرات سیاره‌ای شده است اما هسته فلزی ندارد. نباید با مفهوم زمین توخالی اشتباه گرفته شود. |
| سیاره بیابانی   | سیاره زمین‌سان فرضی با آب بسیار کم. |
| مینی‌نپتون       | سیاره‌ای با جرم کم که عمدتاً از هیدروژن و هلیوم تشکیل شده است. |
| غول گازی        | سیاره‌ای عظیم که عمدتاً از هیدروژن و هلیوم تشکیل شده است. |
| سیاره هلیومی    | سیاره‌ای فرضی که ممکن است از طریق از دست دادن جرم کوتوله سفید کم جرم تشکیل شود. پیش‌بینی‌ شده که سیارات هلیومی با سیارات هیدروژن-هلیومی با جرم مشابه، قطری یکسان دارند. |
| سیاره هایسین    | نوع فرضی از سیاره زیست‌پذیر که به عنوان سیاره‌ای گرم و پوشیده از آب با جوی غنی از هیدروژن توصیف می‌شود. |
| غول یخی         | سیاره‌ای غول پیکر که عمدتاً از یخ (یعنی مواد فرار سنگین‌تر از هیدروژن و هلیوم مانند آب، متان و آمونیاک) در مقابل گاز (هیدروژن و هلیوم) تشکیل شده است. |
| سیاره یخی       | سیاره‌ای فرضی با سطح یخی و متشکل از یخ‌کره جهانی. |
| سیاره آهنی      | سیاره‌ای فرضی که عمدتاً از هسته غنی از آهن با گوشته کم یا بدون گوشته تشکیل شده است. |
| سیاره گدازه‌ای   | سیاره‌ای زمین‌سان فرضی با سطحی که عمدتاً یا به طور کامل توسط گدازه مذاب پوشیده شده است. |
| دنیای اقیانوسی  | سیاره‌ای فرضی که بخش قابل توجهی از جرم آن از آب تشکیل شده است. |
| پیش‌سیاره        | جنین سیاره‌ای بزرگ که از دیسک‌های پیش سیاره‌ای سرچشمه می‌گیرد و برای تولید فضاهای داخلی متفاوت، ذوب داخلی را تجربه کرده است. اعتقاد بر این است که پیش سیاره‌ها از سیاره های کوچکی در اندازه‌های کیلومتری تشکیل می‌شوند که یکدیگر را به صورت گرانشی جذب می‌کنند و با هم برخورد می کنند. |
| سیاره پف کرده   | همچنین به عنوان مشتری داغ شناخته می‌شود. غولی گازی با شعاع زیاد و چگالی بسیار کم که شبیه زحل یا کوچک‌تر از آن است. |
| سیاره سیلیکاتی  | سیاره ای زمینی که عمدتاً از سنگ‌های سیلیکات تشکیل شده است. هر چهار سیاره درونی منظومه شمسی مبتنی بر سیلیکون هستند. |
| سیاره زمین‌سان   | همچنین به عنوان سیاره دارای تلوریوم یا سیاره سنگی شناخته می‌شود. سیاره‌ای که عمدتاً از سنگ‌ها یا فلزات کربن‌دار یا سیلیکاتی تشکیل شده است. |

## انواع دیگر
| نوع سیاره    | شرح                                                                                           |
| ------------ | --------------------------------------------------------------------------------------------- |
| سیاره کلاسیک | سیاراتی که در دوران باستان کلاسیک شناخته شده‌اند: ماه، خورشید، عطارد، زهره، مریخ، مشتری و زحل. |
| آنالوگ زمین  | سیاره یا حتی سیاره‌ای ابرزیست‌‎پذیر با شرایطی که بتوان آن را با زمین مقایسه کرد.                 |
| سیاره فرضی   | سیاره یا جرمی مشابه که وجود آن اثبات نشده باشد اما به اعتقاد برخی وجود دارد.                  |
| سیاره حلقوی  | سیاره‌ای فرضی به شکل چنبره یا دونات.                                                           |